# Turistická značená trasa 1932
 Turistická značená trasa 1932 je 0,5 km dlouhá modře značená trasa Klubu českých turistů v Hornosázavské pahorkatině a v okrese Havlíčkův Brod propojující dvojici významnějších turistických tras oblasti. Trasa vede jihojihozápadním směrem a v celé délce se nachází na území CHKO Železné hory a přírodní rezervace Údolí Doubravy.

## Průběh trasy
Trasa má svůj počátek ve skalnatém kaňonu řeky Doubravy na rozcestí s červeně značenou trasou 0453 z Chotěboře do Sobíňova, kterou sleduje Naučná stezka Údolím Doubravy. Trasa stoupá jihozápadním úbočím kaňonu náročným terénem po kamenité pěšině přičemž využívá i ocelových schůdků. Vede kolem skalního útvaru Čertův stolek, na jehož vrchol z ní vede neznačená odbočka. Končí nad horní hraně kaňonu na rozcestí se zeleně značenou trasou 4315 z Bílku do Libice nad Doubravou.
| Km  | Místo                | Navazující a křižující trasy | Nadm. výška |
| --- | -------------------- | ---------------------------- | ----------- |
| 0   | Pod Čertovým stolkem | 0453                         | 495 m       |
| 0,5 | Nad Čertovým stolkem | 4315                         | 535 m       |

## Turistické zajímavosti na trase
- Údolí Doubravy
- Naučná stezka Údolím Doubravy
- Čertův stolek